# Cristianesimo in Oman
Il cristianesimo in Oman è una religione di minoranza. L'86% della popolazione dell'Oman è di religione islamica; i cristiani rappresentano il 6,5% della popolazione o, secondo altre stime, circa il 4,5%.  Il 70% circa dei cristiani in Oman è di confessione cattolica, il 13% circa sono di confessione ortodossa e il 6% circa sono protestanti; il rimanente 11% circa sono cristiani indipendenti. Quasi tutti i cristiani in Oman sono stranieri espatriati e risiedono principalmente nelle zone urbane; molti provengono dalle Filippine, dall'India e dai Paesi occidentali.
La costituzione dell'Oman stabilisce che l'islam è la religione di stato, ma garantisce la libertà di culto alle altre religioni, purché non violino le leggi islamiche. I gruppi religiosi non musulmani sono obbligati a registrarsi e devono esercitare il culto nei luoghi autorizzati. La costruzione di luoghi di culto non islamici richiede il permesso del governo.  L'importazione di libri e materiale religioso non musulmano richiede il permesso del governo. Il proselitismo religioso in pubblico è vietato per tutti i gruppi religiosi, ma è permesso il proselitismo in privato nei luoghi di culto autorizzati. La legge non proibisce espressamente ai musulmani di convertirsi ad altre religioni, tuttavia i musulmani convertiti al cristianesimo sono oggetto di riprovazione sociale anche da parte delle loro stesse famiglie e se sono sposati perdono la patria podestà sui figli. Secondo uno studio del 2015, 200 musulmani si sono convertiti al cristianesimo in Oman, ma non tutti sono necessariamente cittadini omaniti. I non musulmani non possono sposare una donna musulmana, a meno che non si convertano all'islam.

## Confessioni cristiane presenti

### Chiesa cattolica
La Chiesa cattolica in Oman fa parte della Chiesa cattolica mondiale, sotto la guida spirituale del Papa a Roma. In Oman non ci sono diocesi cattoliche: il territorio del Paese è interamente compreso nel Vicariato apostolico dell'Arabia meridionale, con sede ad Abu Dhabi. Oman e Santa Sede hanno stretto rapporti diplomatici il 23 febbraio 2023.

### Chiesa ortodossa
La Chiesa ortodossa è presente in Oman con la Chiesa greco-ortodossa di Antiochia; il territorio del Paese è compreso nell'Arcidiocesi di Bagdad e Kuwait.

### Protestantesimo
Le due più importanti denominazioni protestanti in Oman sono la Chiesa anglicana e la Missione della Chiesa Riformata in America, presenti dalla fine dell'Ottocento. La Chiesa anglicana in Oman rappresenta il gruppo protestante più numeroso: fa parte della Comunione anglicana e dipende dalla Diocesi di Cipro e del Golfo della Chiesa Episcopale di Gerusalemme e del Medio Oriente. Negli anni settanta la Chiesa anglicana in Oman e la Missione della Chiesa Riformata in America si sono federate formando la Chiesa Protestante in Oman, che costituisce la più numerosa denominazione protestante del Paese. In Oman sono inoltre presenti gruppi pentecostali e la Chiesa siro-malankarese Mar Thoma.